# Palarnia

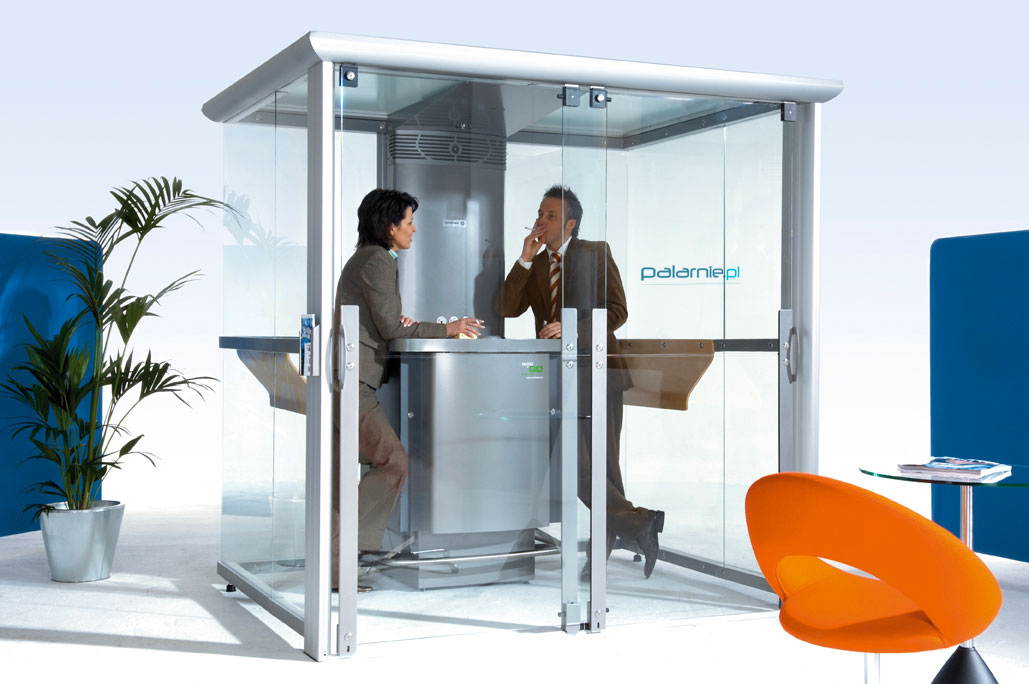
Nowoczesna palarnia – kabina do palenia tytoniu

Palarnia – według definicji Komisji Zdrowia Sejmu Rzeczypospolitej Polskiej: „wyodrębnione konstrukcyjnie od innych pomieszczeń i ciągów komunikacyjnych pomieszczenie, odpowiednio oznaczone, służące wyłącznie do palenia tytoniu zaopatrzone w wywiewną wentylację mechaniczną lub system filtracyjny w taki sposób, aby dym tytoniowy nie przenikał na zewnątrz”.

## Historia

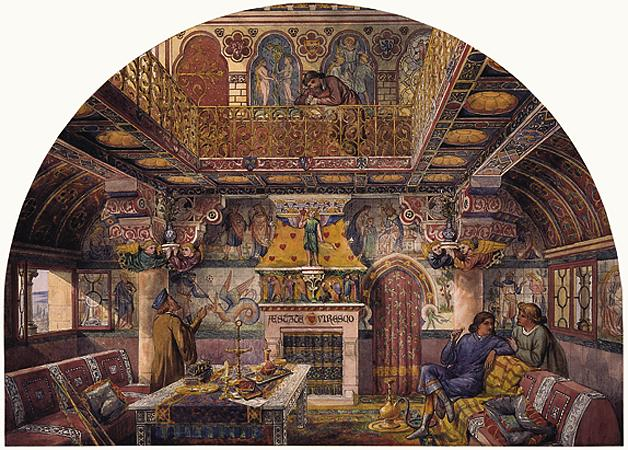
Projekt letniej palarni na zamku Cardiff – akwarela Alexa Herman Haiga z rysunków Williama Burgesa

Wraz z rozpowszechnianiem się tytoniu oraz zwyczaju palenia w Europie, rodziło się zapotrzebowanie na palarnie. 
Thomas Burton, angielski polityk, będący członkiem Parlamentu w latach 1656–1659, 
w swoim dzienniku opisującym procedury parlamentarne umieścił zapis sugerujący, że miała tam istnieć palarnia dla członków instytucji.  
Sir John Cullum w opublikowanej w 1784 roku książce: „Historia i zabytki Hawsted” (tłum. własne) pisał: „był tam mały apartament zwany palarnią – imię to przybrał prawdopodobnie wkrótce po tym jak został wybudowany  i słusznie zatrzymał ją tak długo jak tam pozostał”. 
Przybycie do Europy kawy i zakładanie jej pijalni, otworzyło nowe pola dla palenia tytoniu. Gwar rozmów i dym tytoniowy wypełniły lokale, które stały się prekursorami późniejszych klubów. 
W XVIII wieku do zwyczajów angielskich panów ziemskich należało polowanie z chartami, uprawianie sportu, picie piwa oraz palenie tytoniu. W swoich domach mieli oni również palarnie.
W Anglii palenie stało się niemodne na początku XIX wieku. Kobiety z reguły nie paliły wcale, zaś mężczyźni, chcąc zapalić, oddalali się do palarni. Tam, w miejsce zwykłego odzienia zakładali marynarkę do palenia, a włosy przykrywali pięknie dekorowaną czapką. W ten sposób zapach tytoniu nie był przenoszony do salonu.
W roku 1861 angielska gospodyni przybliżająca niemieckiemu profesorowi będącemu z wizytą na wsi zwyczaje panujące w jej domostwie opowiadała, że panie opuszczają towarzystwo około jedenastej, podczas gdy panowie  kończyli swój tydzień pracy w palarni. Palenie było w tamtych czasach ograniczone do odosobnionych pomieszczeń i nie śmiano palić w towarzystwie kobiet. William Thackeray w Księdze Snobów opublikowanej w 1848 r. ironicznie nazwał palarnie "norami ohydy". 
Z czasem postawa wobec palenia stała się bardziej liberalna. Palarnie zaczęły powszechnie powstawać w klubach, nierzadko będąc wspaniałymi pomieszczeniami, tętniły życiem i stawały się centrum dla rozmów towarzyskich.

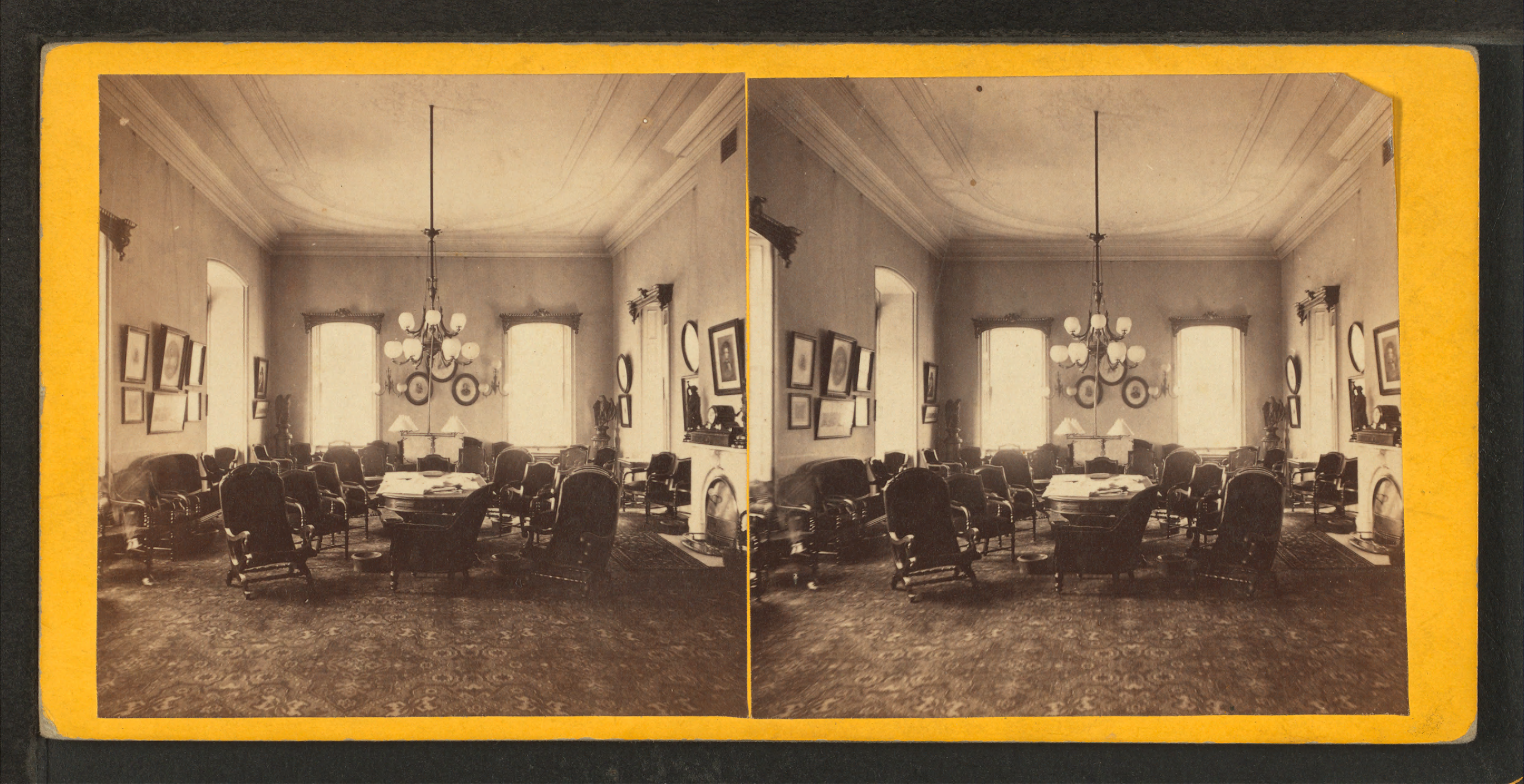
Palarnia w Union League, Philadelphia

W czasie obu wojen światowych palenie tytoniu stało się tak powszechne, że rządy niektórych państw wydawały polecenie produkcji papierosów specjalnie dla żołnierzy, jak np. amerykańskie „Lucky Strike”.

## Współczesność
Firmy tytoniowe bardzo często sponsorują palarnie, na ścianach których umieszczają swoje logo. W większości regionów świata trzeba mieć ukończone 18 lat by móc korzystać z palarni.
Obecnie w miejscach pracy oraz na lotniskach coraz popularniejsze staje się stosowanie kabin do palenia. Urządzenia takie wyposażone są w specjalne filtry, które sprawiają, że powietrze jest czyste i pozbawione woni tytoniu, oraz szkodliwych substancji zawartych w dymie papierosowym.
Ustawy ograniczające spożycie tytoniu są wprowadzane na całym świecie. Sprawia to, że palarnia musi spełniać szereg wymagań dotyczących jej wentylacji lub systemów filtracyjnych.